# Elk Grove (California)
Elk Grove, fundada en 2000, es una ciudad ubicada en el condado de Sacramento en el estado estadounidense de California. Según el censo de 2010 tenía una población de 143 885 habitantes y una densidad poblacional de 1524 personas por km². Elk Grove forma parte del área metropolitana de Sacramento.

## Geografía
Elk Grove se encuentra ubicada en las coordenadas 38°24′N 121°22′O / 38.400, -121.367. Según la Oficina del Censo, la ciudad tiene un área total de 37,2 km² (14,4 mi²), toda ella correspondiente a tierra.

## Demografía
Según la Oficina del Censo en 2007 los ingresos medios por hogar en la localidad eran de $79 622, y los ingresos medios por familia eran de $83 969. La renta per cápita de la localidad era de $20 744. Alrededor del 5,2% de la población estaba por debajo del umbral de pobreza.[cita requerida]